# Đức Mẹ Licheń
Đức Mẹ Lichen (tiếng Ba Lan: Obraz Matki Boskiej Licheńskiej) hay Đức Trinh nữ Licheń là một Linh ảnh Giáo hội Công giáo Rôma về Maria được các tín đồ sùng đạo Ba Lan thờ kính từ năm 1772 và được lưu giữ vĩnh viễn trong Vương cung thánh đường Đức Mẹ Licheń, ở miền trung Ba Lan, được xây dựng để tỏ lòng tôn kính và đón tiếp khoảng 1.5 triệu người hành hương mỗi năm.

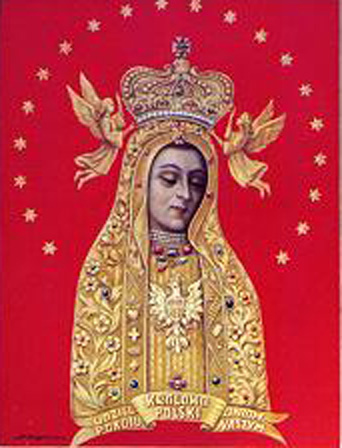
Cận cảnh linh ảnh.

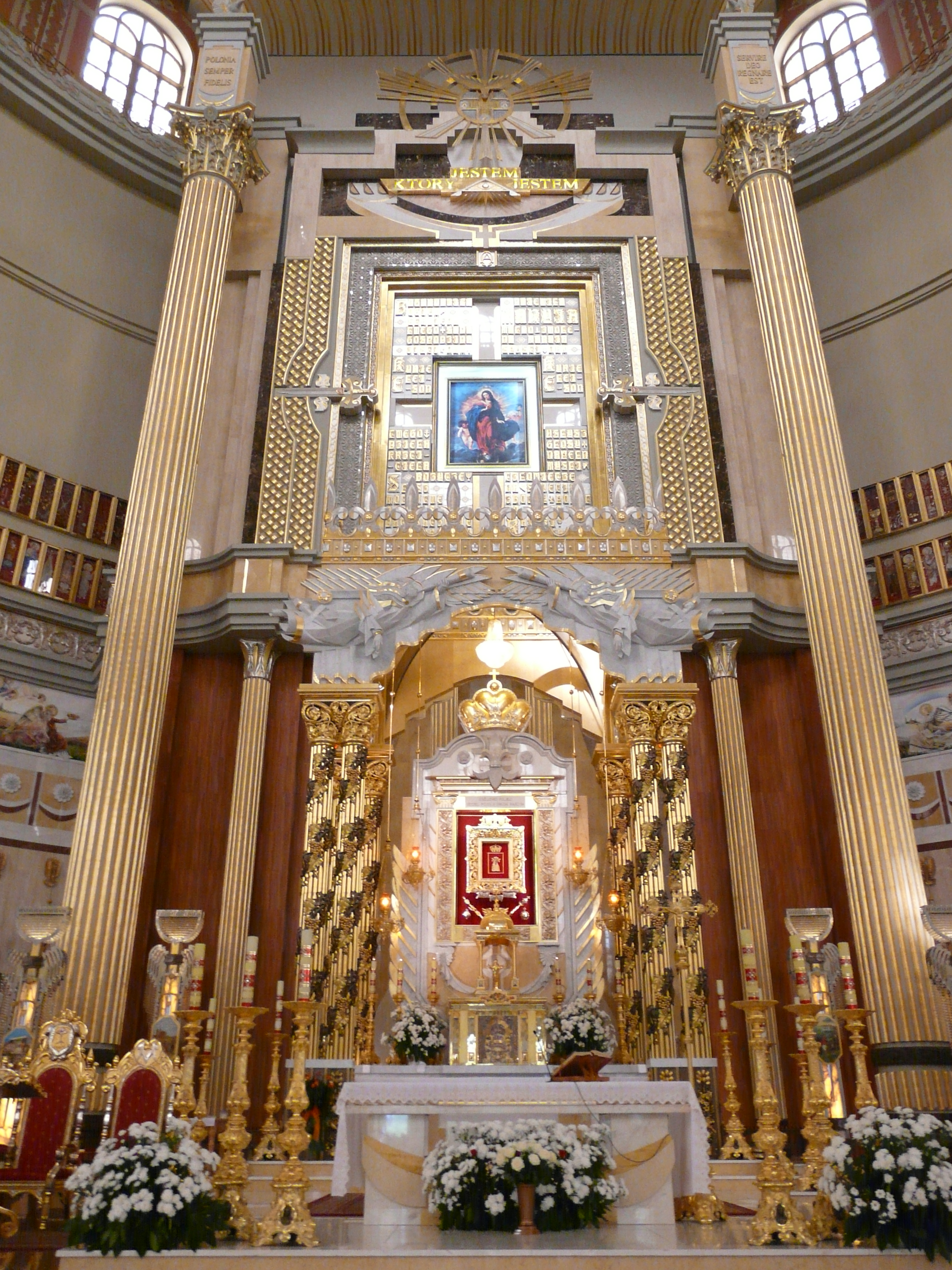
Linh ảnh được đóng khung (hình màu đỏ bên dưới) trên ban thờ của vương cung thánh đường.

Cùng với Đức Bà Đen của Częstochowa, thuộc Częstochowa phía nam Ba Lan, bức ảnh là một trong hai hình ảnh Mẹ Maria được tôn sùng ở Ba Lan. Hình ảnh được tôn vinh theo phong cách giáo hội bởi Giáo hoàng Phaolô VI vào ngày 15 tháng 8 năm 1967.

## Miêu tả
Ở chính giữa bức ảnh, Đức Trinh nữ Maria được phục trang bằng vàng , được hai thiên thần trao vương miện và được một vòng sao bao quanh. Bên dưới là dải ruy băng mang dòng chữ: "Nữ hoàng của Ba Lan, cho chúng ta những ngày yên bình." Ảnh có kích thước 9.5 × 15.5 cm và lồng trong một khung kích thước 16 × 25 cm. Có một vương miện nữa ở bên trong khung lớn, phía trên bức ảnh.

## Truyền thuyết và lịch sử
Linh ảnh được sơn vào năm 1772 như một bản sao nguyên mẫu của linh ảnh của Mẹ Maria được lưu giữ ở Rokitno, Międzyrzecz County phía tây Ba Lan. Theo truyền thuyết, một người lính Ba Lan (tên Thomas Kłossowski) bị thương trong Trận Leipzig năm 1813 đã thấy Đức Trinh nữ Maria cứu ông khỏi cái chết và hướng dẫn ông tìm hình kiếm bức ảnh khi quay về Ba Lan. Kłossowski sau đó nói rằng phải tìm cho ra bức ảnh trên gỗ ở Grąblin như đã được chỉ dẫn.
Theo truyền khẩu, vào năm 1850, Kłossowski và người chăn cừu Nicholas Sikatka đã chứng kiến nhiều lần Đức Trinh nữ Maria hiện ra, kêu gọi sám hối và cầu nguyện. Trong những lần xuất hiện, Đức Trinh nữ nói về dự đoán chiến tranh và bệnh dịch tả, nhưng đồng thời cũng mang lại niềm hy vọng. Trong đợt bệnh dịch tả năm 1852, bức ảnh trở nên nổi tiếng do linh thiêng.
Ngày 29 tháng 9 năm 1852, linh ảnh được chuyển đến nhà thờ giáo xứ ở Licheń và ở đó cho đến năm 2006. Đức Hồng y Stefan Wyszynski, Giáo chủ của Lễ kỷ niệm một nghìn năm làm lễ Đăng quang theo phong cách giáo hội cho linh ảnh với sự chấp thuận của Giáo hoàng Phaolô VI ngày 15 tháng 8 năm 1967.

## Vương cung thánh đường
Năm 1994, việc xây dựng một công trình mới cho Vương cung thánh đường Đức Mẹ Licheń đã được khởi công làm nơi đặt linh ảnh cũng như để đáp ứng với số lượng lớn khách hàng hương. Giáo hoàng Gioan Phaolô II đã ban phước cho vương cung thánh đường vào năm 1999. Vương cung thánh đường là nhà thờ lớn nhất Ba Lan, là nhờ thờ lớn thứ bảy ở Châu Âu và đứng thứ mười một trên thế giới. Đàn ống trong vương cung thánh đường do Giáo sư Andrzej Chorosiński thiết kế và được sản xuất bởi Công ty Zych (157 cần bấm, 6 phím đàn và bàn đạp), là nhạc cụ lớn nhất Ba Lan, lớn thứ tư Châu Âu và đứng thứ mười ba trên thế giới.. Ngày 2 tháng 7 năm 2006, linh ảnh đã được đặt tại ban thờ chính của vương cung thánh đường.